# Franz Joseph de Lusignan
Franz Joseph, marquis de Lusignan est un officier général espagnol au service de l'Autriche, né le 23 juin 1753 à Jaca en Espagne et mort le 23 décembre 1832 à Ivanovice na Hané en Moravie. Encore jeune, il s'engage dans l'armée autrichienne et fait ses premières armes contre les Prussiens et les rebelles belges du Brabant. Pendant les guerres révolutionnaires françaises, il joue un rôle prépondérant lors de la bataille de Rivoli en 1797 et devient général. Il commande une division à deux reprises au cours des guerres napoléoniennes et est sérieusement blessé en 1809 à la bataille de Teugen-Hausen, si bien qu'il doit quitter l'armée. Il est propriétaire du régiment d'infanterie Lusignan de 1806 jusqu'à sa mort.

## Biographie

### Jeunesse et premiers commandements
François Joseph Luzina naît le 23 juin 1753 à Jaca, en Espagne, au sein d'une famille de vieille lignée. Il est le troisième enfant d'Esteban Luzina et de son épouse Marguerite. À l'âge de huit ans, il est admis au collège de Juilly, non loin de Paris, où ses excellents résultats lui valent d'obtenir en 1769, de la part du roi Louis XV, un poste de sous-lieutenant dans le régiment d'infanterie de Languedoc, stationné en Corse puis, à partir de 1771, à Toulon. 
C'est à cette date que Lusignan entre, à 18 ans, au service des Habsbourg en qualité de cadet au régiment d'infanterie no 41 Bender. Il est successivement sous-lieutenant le 23 octobre 1773, lieutenant le 23 octobre 1777, capitaine-lieutenant le 17 novembre de la même année et capitaine le 19 novembre 1778. Il fait ses premières armes lors de la guerre de Succession de Bavière, à laquelle il participe au sein d'un corps franc, avant de regagner son unité d'origine dont il devient major en troisième le 18 décembre 1788. Il sert ensuite dans les Pays-Bas autrichiens, secoués par une insurrection générale contre le pouvoir impérial. Le 24 mars 1790, il se distingue près de Liège lorsque, à la tête d'un contingent de 400 hommes, il parvient à mettre en déroute un corps d'insurgés dix fois supérieur en nombre. Promu lieutenant-colonel le 3 juillet suivant, il vainc encore à deux reprises les insurgés brabançons sur la Meuse au cours de l'été et est fait chevalier de l'ordre militaire de Marie-Thérèse le 19 décembre.
Lusignan accède, le 6 septembre 1791, à la fonction de chambellan ; quelques mois plus tard, le 8 février 1792, il commande le 3e bataillon du régiment no 41 qui est affecté durant l'automne au corps du général Clerfayt. En octobre, Lusignan est à la tête d'une force totalisant 800 fantassins et 100 cavaliers, composée de quatre compagnies de l'IR no 41 Bender, de quatre compagnies des chasseurs Le Loup et d'un escadron du régiment de hussards no 32 Esterhazy. Le 22 de ce mois, sa troupe est attaquée dans le village de Latour, non loin de Virton, par l'avant-garde de l'armée française des Ardennes sous les ordres du général Valence, forte de 3 500 fantassins, 1 500 cavaliers et six canons. Défait, Lusignan doit se replier sur Virton où il est battu à nouveau le 23 octobre après avoir perdu 43 hommes et 11 chevaux. Présent à la bataille de Jemappes le mois suivant, il est capturé par les Français au combat de Vivier l'Agneau le 30 novembre 1792 et est emprisonné un temps à la forteresse de Mézières avant d'être libéré à la suite d'un échange de prisonniers. 
Le 12 juin 1794, Lusignan est nommé Oberst (colonel) de l'IR no 14 Klebek. Il combat l'année d'après dans le Haut-Rhin sous le commandement du général Dagobert Sigmund von Wurmser, et s'empare d'une redoute au cours du blocus de Mayence le 29 octobre 1795. Envoyé sur le théâtre d'Italie, il se voit confier la direction d'un des deux corps d'avant-garde de la colonne de Quasdanovich lors des actions préliminaires à la bataille de Lonato, en août 1796.

### Rivoli
En janvier 1797, le général Josef Alvinczy, qui commande les forces autrichiennes d'Italie, confie à Lusignan la 1re colonne de son armée dans la quatrième tentative de lever le siège de Mantoue. Pour cette mission, il est accompagné de quatre bataillons de ligne et de douze compagnies d'infanterie légère — au total 4 556 hommes — avec lesquels il doit flanquer l'extrême-droite du dispositif impérial. Martin Boycott-Brown écrit : « Lusignan se trouvait confronté à la tâche herculéenne de mener ses hommes le long d'une chaîne de montagne connue sous le nom de Monte Baldo, séparant l'Adige de la partie nord du lac de Garde et orientée de façon parallèle aux deux secteurs. Ce n'était en hiver qu'un vaste désert de neige et de glace qui, de ses 2 200 mètres, dominait le village de Rivoli, plus au nord, à 16 km de là. ».

Le Monte Baldo en été.

De fait, la colonne de Lusignan prend du retard dans les jours suivants. Le colonel persévère néanmoins sous des conditions climatiques exceptionnelles et occupe la position prévue. Lors de la bataille de Rivoli, Alvinczy lui ordonne d'effectuer une marche de flanc et de menacer les arrières de l'armée française commandée par Napoléon Bonaparte. Lusignan obéit, mais se retrouve du même coup isolé sur une colline à l'écart du champ de bataille. L'après-midi du 14 janvier, Bonaparte inflige une sévère défaite à l'armée autrichienne sur le plateau de Rivoli. Attaqué au nord par les troupes de Masséna et bloqué au sud par la division du général Rey, Lusignan tente de se diriger vers l'ouest afin d'échapper à l'encerclement, mais ses hommes, épuisés par les récentes marches, se rendent par centaines. L'historien David Chandler estime que 3 000 soldats de la 1re colonne sont faits prisonniers. Lusignan échappe cependant à la capture.

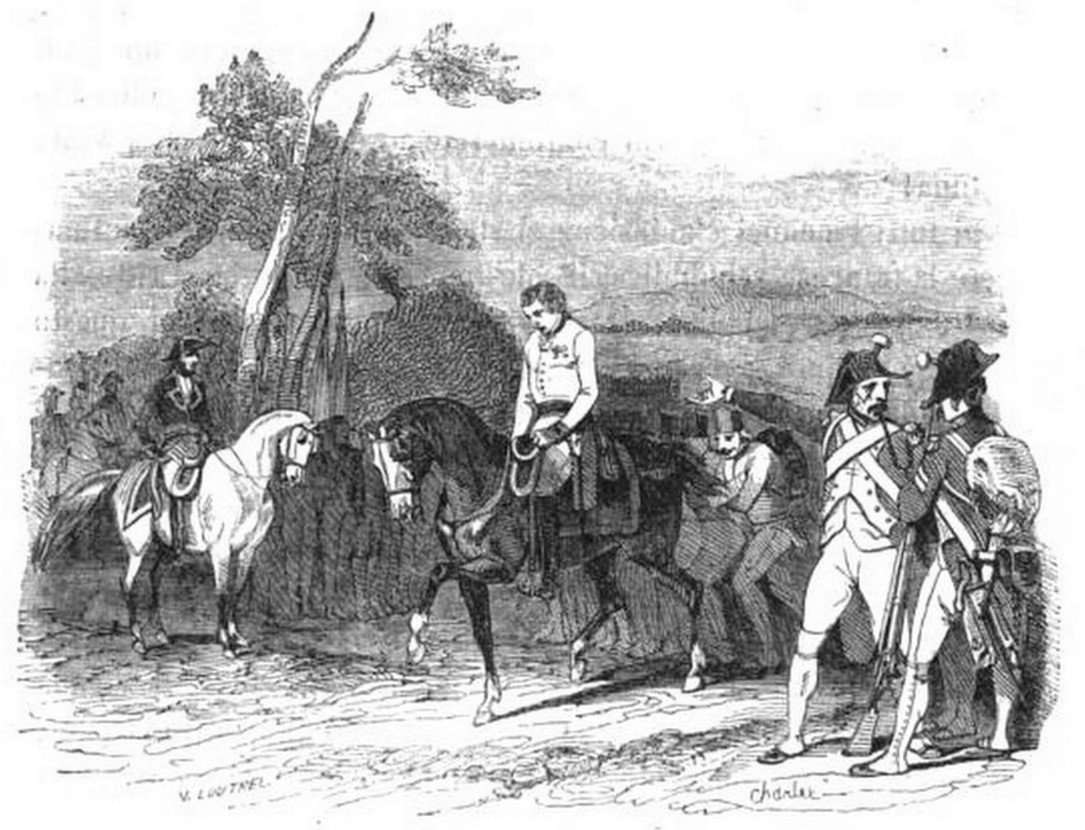
Le général de Lusignan prisonnier des Français en mars 1797 (par Nicolas-Toussaint Charlet, 1844).

Il est fait général-major le 28 février 1797. Alors qu'il dirige l'arrière-garde autrichienne dans le nord-est de l'Italie, il est encerclé par Masséna le 14 mars et doit déposer les armes avec 500 hommes. De retour de captivité, il épouse le 26 septembre 1797 Johanna Bukuwky, veuve Auersperg. Il reprend du service en Italie à l'occasion de la guerre de la deuxième coalition. À la tête d'une brigade de la division Frölich, il enlève les hauteurs du Monte Rotondo au cours de la bataille de Magnano, le 5 mai 1799. Blessé à trois reprises, son cheval abattu, le marquis est fait prisonnier mais est rapidement libéré par ses soldats. Pendant l'année 1799, il remplit ponctuellement les fonctions de commandant en chef de la division. Le 16 mai, près de Marengo, il subit l'assaut des forces françaises sous les ordres du général Moreau. À l'issue du combat, Lusignan rejette ses adversaires sur la Bormida avec l'aide d'un contingent russe mené par le prince Bagration. Il dirige une brigade sous le maréchal Melas lors de la bataille de Novi le 15 août. Au cours de l'engagement, il est blessé trois fois en menant l'attaque d'une colonne de grenadiers, perd son cheval tué sous lui et tombe une nouvelle fois aux mains des Français ; sa libération intervient cependant dès le 9 septembre. 
En 1800, Lusignan est nommé commandant militaire de Turin tandis que l'empereur François II l'élève au grade de Feldmarschall-Leutnant le 30 janvier 1801. Il est par la suite en poste dans différentes villes comme Temesvar, Debreczin ou Trévise.

### Sous les guerres napoléoniennes

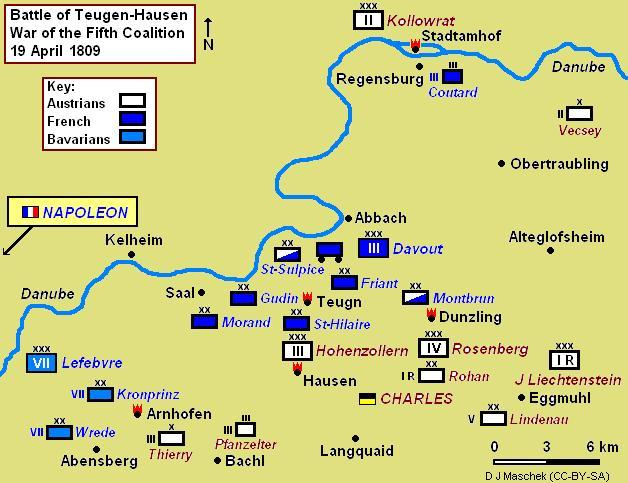
Bataille de Teugen-Hausen, 19 avril 1809, position des deux armées.

En 1805, Lusignan prend le commandement d'une division dans le Sud-Tyrol sous les ordres du général Johann von Hiller. Étant veuf, il se remarie en octobre 1806 avec une femme dont l'identité n'est pas connue. Le 14 janvier de l'année suivante, il devient propriétaire du régiment d'infanterie no 16 et conserve cette charge jusqu'à sa mort. Le déclenchement de la guerre de la cinquième coalition en 1809 l'amène à intégrer le IIIe Armeekorps du prince Frédéric de Hohenzollern-Hechingen en tant que divisionnaire. 
Lors de la bataille de Teugen-Hausen, le 19 avril, il a sous ses ordres les brigades Kayser et Thierry, chacune à six bataillons. Après avoir détaché Thierry sur l'aile gauche, Lusignan vient renforcer les troupes de Vukassovich avec la brigade Kayser entre les villages de Teugn et Hausen, face à la division française du général Saint-Hilaire. De violents combats ont lieu dans les bois et les collines environnantes. Encouragés par l'exemple de leurs généraux, qui s'exposent à cette occasion en première ligne, les Autrichiens parviennent à chasser les Français des hauteurs avant d'être stoppés net par leur ligne de défense. L'intervention tardive mais décisive de l'artillerie de Davout achève de précipiter la retraite autrichienne, jusqu'à ce qu'un orage vienne mettre fin aux affrontements. Lusignan, qui de l'avis de Digby Smith a une nouvelle fois « fait montre de ses talents », est grièvement blessé à la tête pendant le combat. 
En conséquence, il doit quitter l'armée et est mis définitivement à la retraite le 29 mai 1809 avec le grade de Feldzeugmeister honoraire. En août 1817, à la suite du décès de sa seconde épouse, il hérite de la seigneurie d'Eiwanowitz in der Hanna en Moravie. Son biographe Enzenthal note que « depuis qu'il habitait Eywanowitz [sic], il fréquentait assidûment le FM [feld-maréchal] Johann Liechtenstein à Eisgrub où il se montrait, semble-t-il, un causeur intarissable ». Franz Joseph de Lusignan meurt sur ses terres d'Eiwanowitz le 23 décembre 1832, à l'âge de 79 ans.